# Quebrada Chañaral de Aceitunas

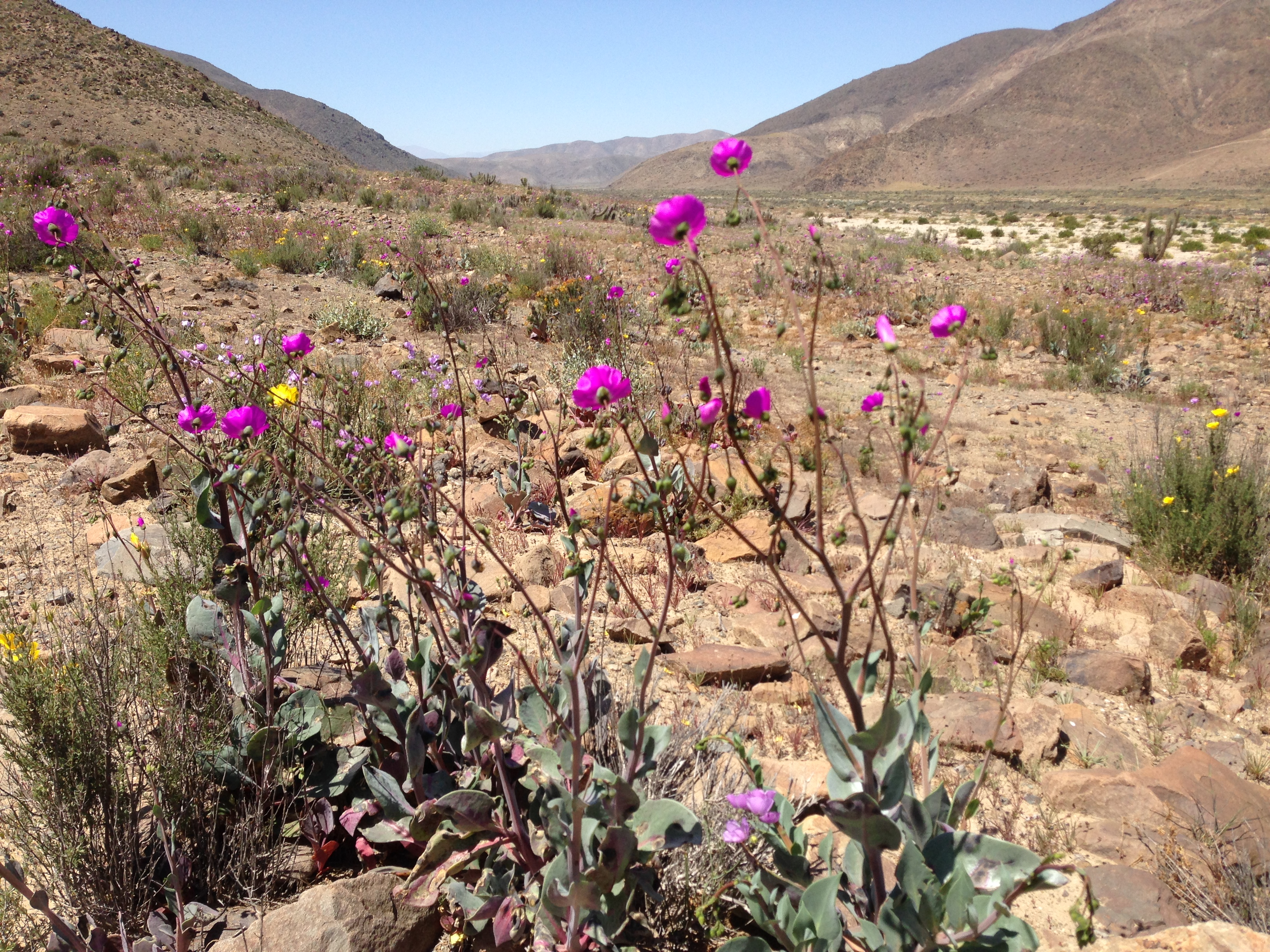
Desierto florido en la quebrada de Chañaral de Aceitunas.

La quebrada de Chañaral de Aceitunas es un curso de agua intermitente que fluye al extremo sur de la Región de Atacama.
Deslinda al norte con la hoya inferior del río Huasco, pero también con otras cuencas pequeñas costeras que desaguan independientes en el océano (quebrada Honda y la de la Varilla), al este con la subcuenca del río El Carmen, de la hoya del Huasco. Al sur, con la cuenca costera de la quebrada de Carrizalillo y con afluentes del norte de la quebrada Los Choros.

## Trayecto
La quebrada se inicia a pocos kilómetros al oeste del poblado de Domeyko, donde se reúnen la quebrada de Pastos Largos (proviene del NE), la quebrada Algarrobal (del este) y la de Cachiyuyo (SE). Por 32 km se dirige directamente al oeste, luego cambia de dirección al SO por 22 km que la llevan a desembocar en la bahía Carrizal a menos de 2 kilómetros al norte de la quebrada de Carrizalillo.
En su periplo recibe varias quebradas sin agua, por su derecha la qda. de Puquios, la qda. de Los Palos, la qda. del Morado (la más importante) y la última por el lado derecho es la qda. La Higuera.
Según Niemeyer, su red de drenaje queda conformado por:: 239 
- Cauces formativos:
  - Quebrada Pastos Largos, proveniente del noreste
    - Quebrada Estancillas de 15 kilómetros de longitud
    - Quebrada Vizcachitas de 17 km de longitud

  - Quebrada Algarrobal (Chañaral de Aceitunas) proveniente del oriente y la que alcanza mayor extensión en esa dirección. Por supuesto que no debe ser confundida con la quebrada Algarrobal del interfluvio Huasco-Copiapó.
    - Quebrada del Orito
    - Quebrada de La Caldera

  - Quebrada de Cachiyuyo, proveniente del suroeste
    - Quebrada Barrancones de Manque
    - Quebrada San Antonio
    - Quebrada El Molle

Una vez conformada le asisten
- Por el norte o derecha:
  - Quebrada de Puquios, que viene del NE con un trayecto de 22 kilómetros
  - Quebrada Los Palos
  - Quebrada del Morado, su afluente más importante
  - Quebrada La Higuera
- Por el sur o izquierda:
  - Quebrada de Cristales
  - Quebrada del Negro
  - Quebrada Mollaca
  - Quebrada Algarrobo de solo 5 kilómetros de longitud

Sin embargo, Niemeyer agrega que esta quebrada, como la mencionada quebrada de Algarrobal del interfluvio Huasco-Copiapó tiene dos topografías de drenaje claramente diferenciados, el oriental, dentrítico, ramificado y uno que comienza unos kilómetros tras el cruce con la ruta 5, con un valle ancho pero bien definido con paredes escarpadas.

## Caudal y régimen
El régimen de la hoya es como sus vecinas de carácter pluvial. Su caudal proviene solo de lluvias intensas en su curso inferior.: 241 
Sin embargo, antes de su desembocadura, aparecen brotes casi insignificantes de agua con que se riegan maíz, olivos y algunas hortalizas en huertas que en suma no superan las 10 ha. También algunas manadas de cabríos se alimentan de pastos de la quebrada.

## Historia

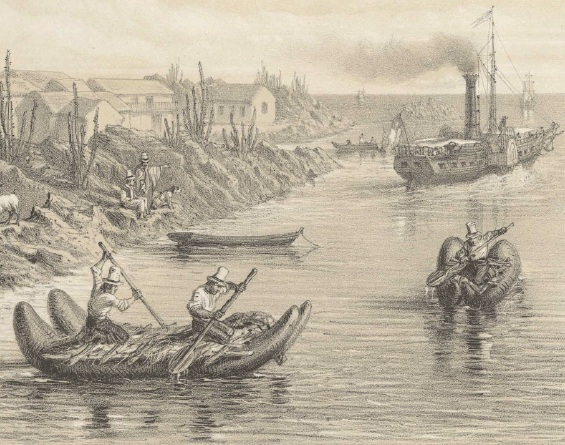
Balsa de cuero de lobo como la que construyó un poblador de la quebrada de Chañaral de Aceitunas en la década de 1960.

El Museo Nacional de Historia Natural de Chile conserva una balsa de cuero de lobo construida por Roberto Álvarez, poblador conocido como "el Chango" en la zona de la quebrada de Chañaral, quien la construyó a solicitud de Hans Niemeyer.: 241 
En la quebrada se han instalado dos observatorios astronómicos gestionados internacionalmente.